# Ravi (Gavorrano)
Ravi is een plaats (frazione) in de Italiaanse gemeente Gavorrano.